# Jaraicejo
Jaraicejo – gmina w Hiszpanii, w prowincji Cáceres, w Estramadurze, o powierzchni 177,48 km². W 2011 roku gmina liczyła 551 mieszkańców.